# 布尔德烯烃合成
布尔德烯烃合成通过β-卤代醚与金属（如镁或锌）作用，发生消除生成烯烃。 反应特点是产率高、应用广泛。
这个反应1930年由塞西尔·欧内斯特·布尔德发现，其最初版本是以镁作为金属，合成异庚烯：
相应的格氏试剂是反应中的中间体。烷氧负离子不是很好的离去基团，因此一般认为这个反应为E1cB机理。
1931年有人对此反应作了改进，用锌代替镁，成功合成了1,4-戊二烯（一种1,4-二烯烃）。（下图中第一步为烯丙基格氏试剂与底物发生亲核脂肪取代反应。）